# George Grosz
Pour les articles homonymes, voir Grosz.
George Grosz, né Georg Ehrenfried Groß le 26 juillet 1893 à Berlin et mort dans la même ville le 6 juillet 1959 , est un peintre et caricaturiste allemand. Il est un membre important du mouvement Dada ainsi que de l'aile gauche du mouvement de la Nouvelle Objectivité.

## Biographie

### Période allemande
Admis en 1909 à l'Académie royale des arts de Dresde (Königlichen Kunstakademie Dresden), il entre ensuite en 1912 à l'Institut d'enseignement du musée des Arts décoratifs de Berlin où il est élève d'Emil Orlik (1870-1932).
Enrôlé dans l'armée comme volontaire le 13 novembre 1914 (à 21 ans), il sert d'abord dans le 2e régiment de grenadiers de la Garde « empereur François », puis est muté le 5 janvier 1915 au Premier bataillon de réserve du même régiment avant d'être libéré momentanément de ses obligations militaires le 11 mai 1915. La raison officielle de cette réforme argue d'une infection des sinus, bien qu'il soit resté quelque temps dans un hôpital psychiatrique militaire. Il écrit « La guerre était pour moi l'horreur, la mutilation et l'anéantissement ».
« Meine Nerven gingen entzwei, ehe ich dieses Mal nahe Front verweste Leichen und stechenden Draht sah. Die Nerven, jede kleinste Faser, Abscheu, Widerwillen — nun, meinetwegen krankhaft — jedenfalls totales Versagen, selbst allmächtigstem Paragraphenzwang gegenüber »
—  George Grosz, mars 1917
        
« Mes nerfs ont lâché avant que j'aille cette fois-là au front et que je voie des cadavres putréfiés et des barbelés. Les nerfs, jusqu'à leurs plus petites fibres, un dégoût, une aversion — bon, morbide, si on veut — en tout cas une défaillance totale, même face à la plus puissante des contraintes légales »
En tant qu'opposant strict à la guerre, pour se défaire de la connotation allemande de son patronyme, en 1916 il modifie officiellement son état-civil en rajoutant un « e » à la fin de son prénom et en modifiant le « ß » de son nom en « sz ». En choisissant un nom à consonance anglaise, il a voulu émettre un signal contre le sentiment anti-anglais. Probablement à l'instigation d'Emil Orlik, il collabore avec un dessin satirique (Bei Siechen, Wieland, n° 49-52, mars 1916), sous le nom d'Ehrenfried, son second prénom, au magazine de propagande de guerre fondé en 1915 par Bruno Paul : Wieland. 
Le 4 janvier 1917, il est hospitalisé à Guben, près de Berlin, pour une rechute de sinusite, puis transféré dans un hôpital psychiatrique à Görden, près de Brandebourg. En avril, il est définitivement réformé.
Adhérant aux idées communistes du Novembergruppe en 1918 et participant à l'insurrection spartakiste, Grosz est arrêté en janvier 1919. Il parvient à s'échapper grâce à de faux papiers d'identité. Avec Heartfield, il rejoint le Parti communiste allemand (KPD). Il participe aux revues politisées berlinoises comme Der blutige Ernst ou Die Aktion. Son antimilitarisme et son engagement pour un art prolétaire lui causent des démêlés avec la justice : revues saisies ou interdites de parution, puis au cours de la Première foire internationale Dada de Berlin, condamnation pour insulte envers l'armée impériale, censure de recueils de gravures comme « Gott mit Uns » (été 1920).
Baptisé « Maréchal Propagandada »[réf. nécessaire], Grosz organise avec Raoul Hausmann et Heartfield la Première foire internationale Dada à Berlin, le 5 juin 1920.  Il publie à cette occasion Ecce Homo. Il y pratique l'exagération caricaturale et montre avec vérisme, l'état du monde de l'après-guerre. Les saynètes de la vie privée de la bourgeoisie allemande et de ses vices se télescopent aux scènes de rue hantées par les mutilés de guerre. Ce recueil lui vaut censure et amende de six cents marks pour « outrage aux bonnes mœurs ».
Il emprunte aux futuristes et aux dadaïstes, la représentation dynamique et fiévreuse des grandes villes, en particulier dans son œuvre emblématique Les Funérailles d'Oskar Panizza (en) (1917). En 1922, il effectue un périple avec Martin Andersen Nexø qui le mène au Danemark, en Norvège, en Finlande, à Mourmansk en Carélie pour se terminer en Union soviétique (Saint-Pétersbourg puis Moscou). Il s'entretient en audience au Kremlin avec Lénine et Trotski, rencontre également Lounacharski, Karl Radek et Zinoviev. Ce voyage renforce sa méfiance contre toute autorité dictatoriale et l'amène à quitter l'année suivante le parti communiste.
En 1924, il devient président du Groupe rouge, l'association des artistes communistes. Son dessin Ferme-la et continue de servir représentant un Christ crucifié en habit militaire, publié dans l'hebdomadaire satirique communiste Der Knüppel (La Matraque) lui vaut une nouvelle peine de prison de deux mois et 2 000 marks d'amende pour blasphème.

### Période américaine
Anti-nazi, Grosz quitte l'Allemagne en 1932. Invité à enseigner l'art à l'Art Students League de New York en 1933, il y travaille de façon intermittente jusqu'en 1955. Il devient citoyen des États-Unis en 1938. Son style s'édulcore et verse dans un romantisme sentimental. Ce changement est généralement considéré comme un déclin.
Dans les années 1950, il ouvre une école d'art chez lui, tout en travaillant pour le centre d'art de Des Moines. En 1954, il est élu à l'Académie américaine des arts et des lettres.

### Retour en Allemagne
En 1959, il choisit de retourner à Berlin, où il meurt le 6 juillet, victime d'une chute dans les escaliers, après une nuit de beuverie. Il est inhumé à Berlin au Waldfriedhof Heerstraße.

### Vie familiale et privée

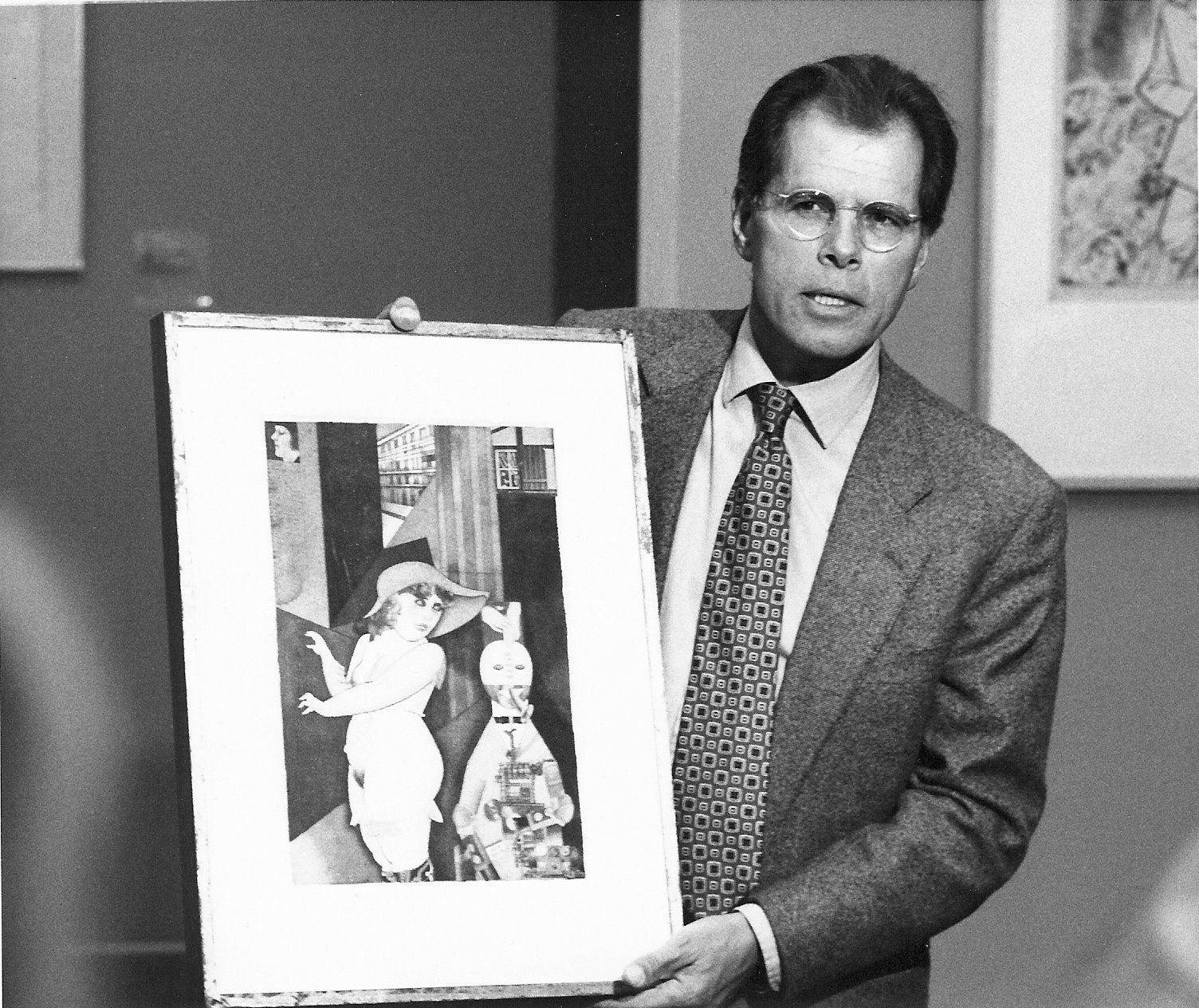
Christian von Holst présentant ' de George Grosz. Photographie de la Staatsgalerie Stuttgart.

Lors d'une cérémonie de mariage dada, George Grosz se marie le 22 mai 1920 avec Eva Peter, née à Berlin le 25 mars 1895, qu'il appela amoureusement Daum ou Maud. Le couple s'installe provisoirement Belle-Alliance-Strasse 21 avant d'emménager dans leur propre maison Hohenzollerndamm 201 à Berlin-Wilmersdorf. Il a représenté son mariage dans Daum Marries (en).
Leur premier fils, Peter Michael, naît le 22 mai 1926. Leur deuxième fils, Martin Oliver, né le 28 février 1930, connu sous le nom de Marty Grosz (de), est un guitariste, banjoïste et chanteur de jazz.

## Citation
« L'artiste d'aujourd'hui, s'il ne veut pas tourner à vide, être un raté passé de mode, ne peut choisir qu'entre la technique et la propagande pour la lutte des classes. Dans les deux cas, il doit abandonner l'art pur.[réf. nécessaire] »

## Œuvres
- Pandämonium, 1914, encre, plume (collection privée)[réf. nécessaire]
- Krawall der Irren, 1915, encre, plume, Kunstbibliothek, SMPK, Berlin
- Erinnerung an New York, 1915/1916, lithographie, Staatsgalerie, collection graphique, Stuttgart
- Le Malade d'amour (Der Liebeskranke), 1916, huile sur toile, 100 × 78 cm[8], Düsseldorf, Kunstsammlung.
- Suicide (Selbstmord), 1916, huile sur toile, 100 × 78 cm, Tate Gallery, London
- Die Grossstadt, 1916-1917, huile sur toile, 100 × 102 cm, Fundacion Coleccion Thyssen-Bernemisza, Madrid
- Apachen, 1917, dessin[9]
- Menschen im café, 1917, dessin[10]
- Metropolis, 1917[11], Lugano, Collection Thyssen[12] et New York, Museum of Modern Art[13]
- Les Funérailles (en) - Hommage à Oskar Panizza, 1918, huile sur toile, 140 × 110 cm, Staatsgalerie (Stuttgart)[13],[14]
- Panorama. Nieder mit Lieknecht, 1919[15]
- Souviens-toi de l'oncle August, l'inventeur malchanceux. Ein Opfer der Gesellschaft[16], 1919, collage[17], Paris. Musée national d'art moderne Georges-Pompidou[18]
- Beauté je veux te chanter, 1919, Berlin, Galerie Nierendorf[19]
- Automates républicains, 1920, gouache et encre de Chine sur carton, 60 × 47,3 cm, The Metropolitan Museum of Art (MoMA), New York[20]
- Brillantenschrieber im café Kaiserhof, 1920, dessin et collage[21]
- Der Diabolospieler, 1920[22]
- Der Sträfling : Monsieur John Heartfield, 1920[23]
- Talinischer Plan. Akt, 1920[24]
- Daum Marries[25], 1920, Berlin, Galerie Nierendorf[26]
- Sans titre[19], 1920, Düsseldorf, Kunstammlung Nordheim Westfalen[27]
- Gott mit uns, portfolio politique, 9 lithographies, Berlin : Malik, 1920.
- Jour gris. Juges officiels pour le bien-être des personnes handicapées de guerre[28], 1921, Nationalgalerie, Berlin[29]
- Ecce homo, 1923, série de dessins en couleurs[30]
- En 1923, trois de ses dessins figurent dans Mathusalem ou L'Éternel Bourgeois, l'un des six textes du Nouvel Orphée d'Ivan Goll, en in 8° et in 4°[31]
- Les Piliers de la société, 1926, huile sur toile, 200 × 108 cm, Nationalgalerie, Berlin
- Drinnen und draussen (Dedans et dehors), 1926[réf. nécessaire]
- Die Strasse - The street. Canvas, 1933, Staatsgalerie, Stuttgart, Allemagne
- Le Vagabond, 1943[32]
- Caïn ou Hitler en enfer, 1944, huile sur toile 99 × 124.5 cm[33]
- Explosion, 1917, Musée d'art moderne de New York
- The Survivor, 1944, huile sur toile[réf. nécessaire]
- L'Éclipse du soleil, 1926[réf. nécessaire]
- Rue à Berlin, 1931, musée de Grenoble[34]

## Œuvres littéraires
- George Grosz et Wieland Herzfelde (trad. Catherine Wermester), Trois Essais L'art est en danger, Paris, Allia, 2012, 80 p. (ISBN 978-2-84485-434-6)

## Expositions
- 2013 : musée Félicien-Rops, en collaboration avec la Maison de la culture de Namur qui présente les œuvres d'Otto Dix et de Dirk Braeckman (du 21 septembre 2013 au 5 janvier 2014)
- 2014 : Marseille, vieille charité. Exposition Visages, 21 février au 22 juin.

## Musée consacré à George Grosz
Le 13 mai 2022, un musée dédié à George Grosz appelé « Das kleine Grosz Museum » a ouvert à Berlin dans une ancienne station-service Shell des années 1950,.